# Arkia Israel Airlines
Arkia Israel Airlines er et flyselskab fra Israel, der hovedsagligt flyver indenrigsflyvning i Israel. Dog er der i de senere år også oprettet en del internationale ruter, bl.a. til Københavns Lufthavn, Kastrup.
Flyselskabet blev grundlagt i 1949 under navnet "Eilata Airlines". Efter den israelske uafhængighedskrig (hvor arabiske lande forsøgte at udslette den med et FN-mandat nyoprettede jødiske stat), ønskede man i Israel at styrke Eilat – en lille ferieby i det sydlige Israel, der ligger ved det Røde Hav. Eftersom Eilat ligger flere timers kørsel fra det centrale Israel (og der den dag i dag ikke findes en motorvej hele vejen derned), var lufttransport vejen frem. Efterhånden udvikles også flyselskabet, og der blev åbnet ruter til andre indenrigs destinationer.

## Flyflåde
Arkia flyflåde består pr. juni 2016 af i alt 9 fly.